# Campeonato Mundial de Esqui Alpino de 1934
O Campeonato Mundial de Esqui Alpino de 1934 foi a quarta edição do evento, foi realizado em St. Moritz na Suíça, em Fevereiro de 1934.

## Medalhistas

### Masculino
| Evento    | Ouro        | Prata       | Bronze                        |
| --------- | ----------- | ----------- | ----------------------------- |
| Downhill  | David Zogg  | Franz Pfnür | Ido Cattaneo Heinz von Allmen |
| Slalom    | Franz Pfnür | David Zogg  | Willi Steuri                  |
| Combinado | David Zogg  | Franz Pfnür | Heinz Von Allmen              |

### Feminino
| Evento    | Ouro          | Prata         | Bronze         |
| --------- | ------------- | ------------- | -------------- |
| Downhill  | Anny Rüegg    | Christl Cranz | Lisa Resch     |
| Slalom    | Christl Cranz | Lisa Resch    | Rösli Rominger |
| Combinado | Christl Cranz | Lisa Resch    | Anny Rüegg     |

## Quadro de Medalhas
Key
| Ordem | País     | Medalha de ouro | Medalha de prata | Medalha de bronze | Total |
| ----- | -------- | --------------- | ---------------- | ----------------- | ----- |
| 1     | Alemanha | 3               | 5                | 1                 | 9     |
| 2     | Suíça    | 3               | 1                | 5                 | 9     |
| 3     | Itália   | 0               | 0                | 1                 | 1     |
|       | Total    | 6               | 6                | 7                 | 19    |